# Future Combat Systems

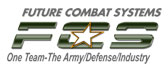
Future Combat Systems logo

Future Combat Systems (FCS) (укр. Бойові системи майбутнього) — програма глибокої модернізації й реорганізації з одночасним докорінним переозброєнням армії США. В рамках програми, що була розпочата в 2003 році для реалізації концепції мережо-центричних війн за задумом розробників планувалося переоснастити наземний компонент Збройних сил США найсучаснішою бойовою, транспортною та допоміжною технікою, з акцентом на розробці безпілотних та роботизованих засобів ведення бойових дій, що комплексно мали об'єднуватися в єдиний інформаційний бойовий простір. За заявами керівництва армії США ця програма найбільш амбіційна та перспективна модернізація з часів Другої світової війни. Однак весною 2009 року Пентагон оголосив про роботи щодо розробки новітньої бойової техніки за програмою FCS будуть згорнуті, решта ініціатив та напрямків перспективних розробок буде переведена в програму «Brigade combat team Modernization».
В період з 1995 до 2009 року на програму було витрачено близько 32 млрд. $.

## Деякі розробки за програмоюFuture Combat Systems

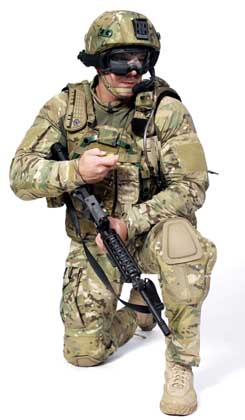
Оснащення рядового піхотинця за програмою FCS
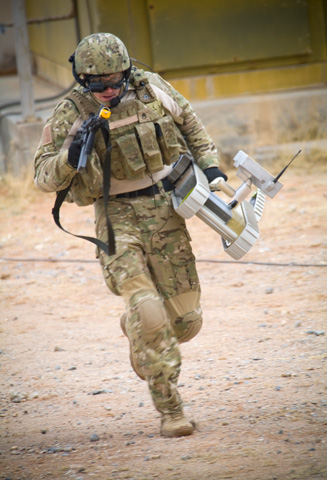
Дистанційно керований робот-розвідник SUGV
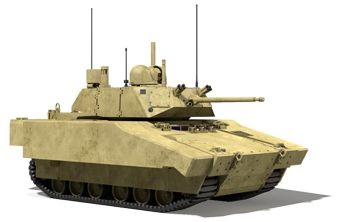
Проект бойової піхотної машини XM1206
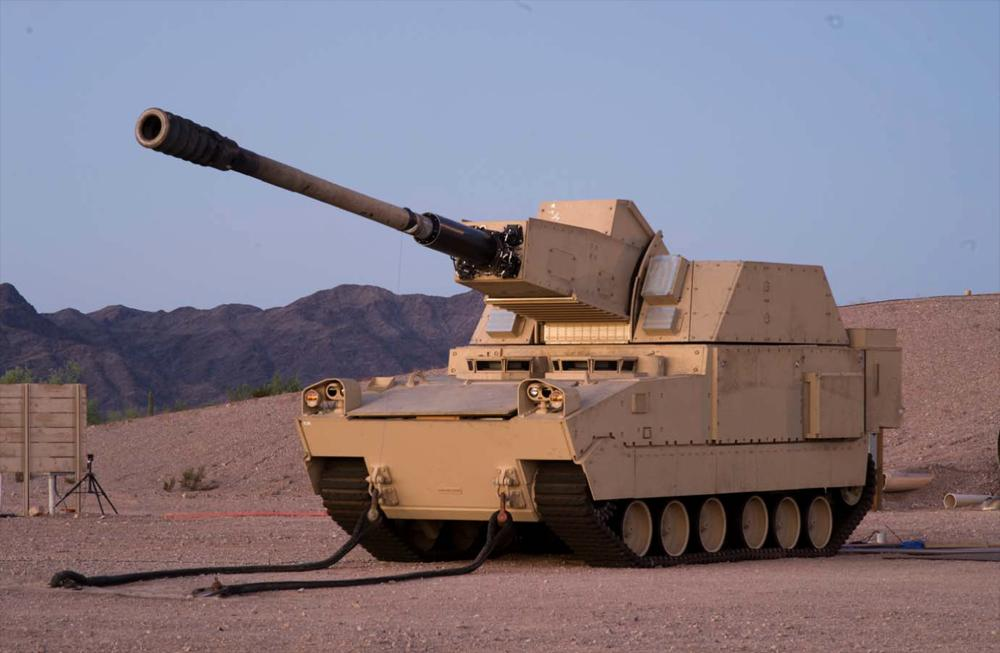
Самохідна артилерійська установка XM1203
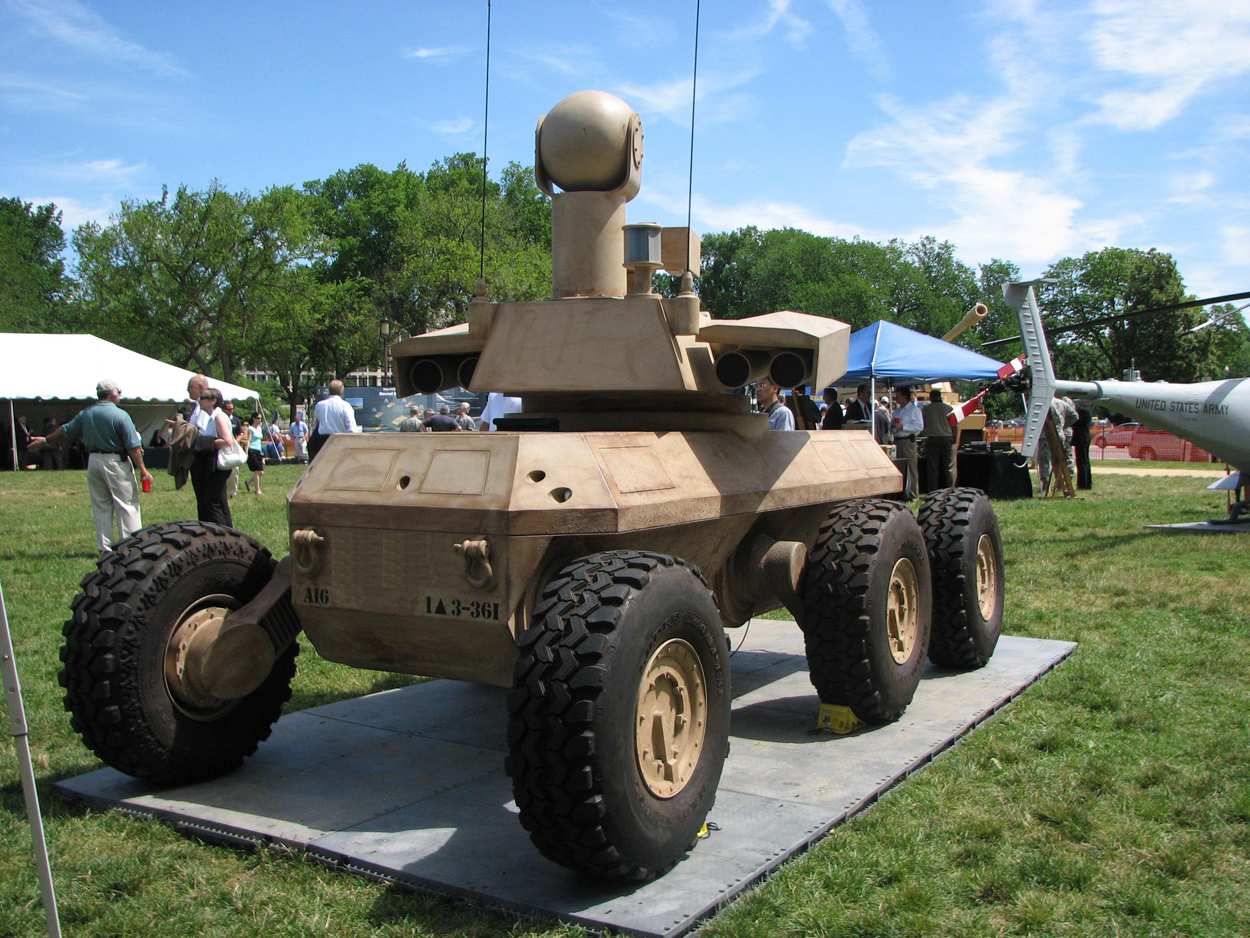
Бойовий тактичний робот XM1219
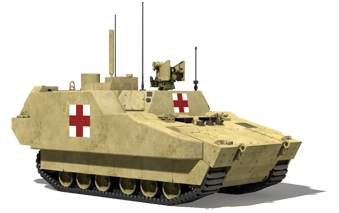
Евакуаційно-медична машина XM1207/XM1208
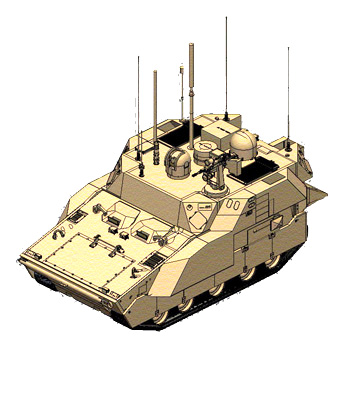
Машина управління XM1209
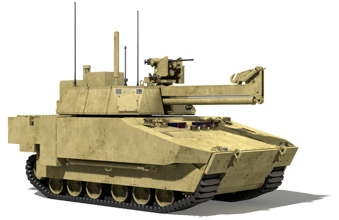
Броньована ремонтно-евакуаційна машина XM1205
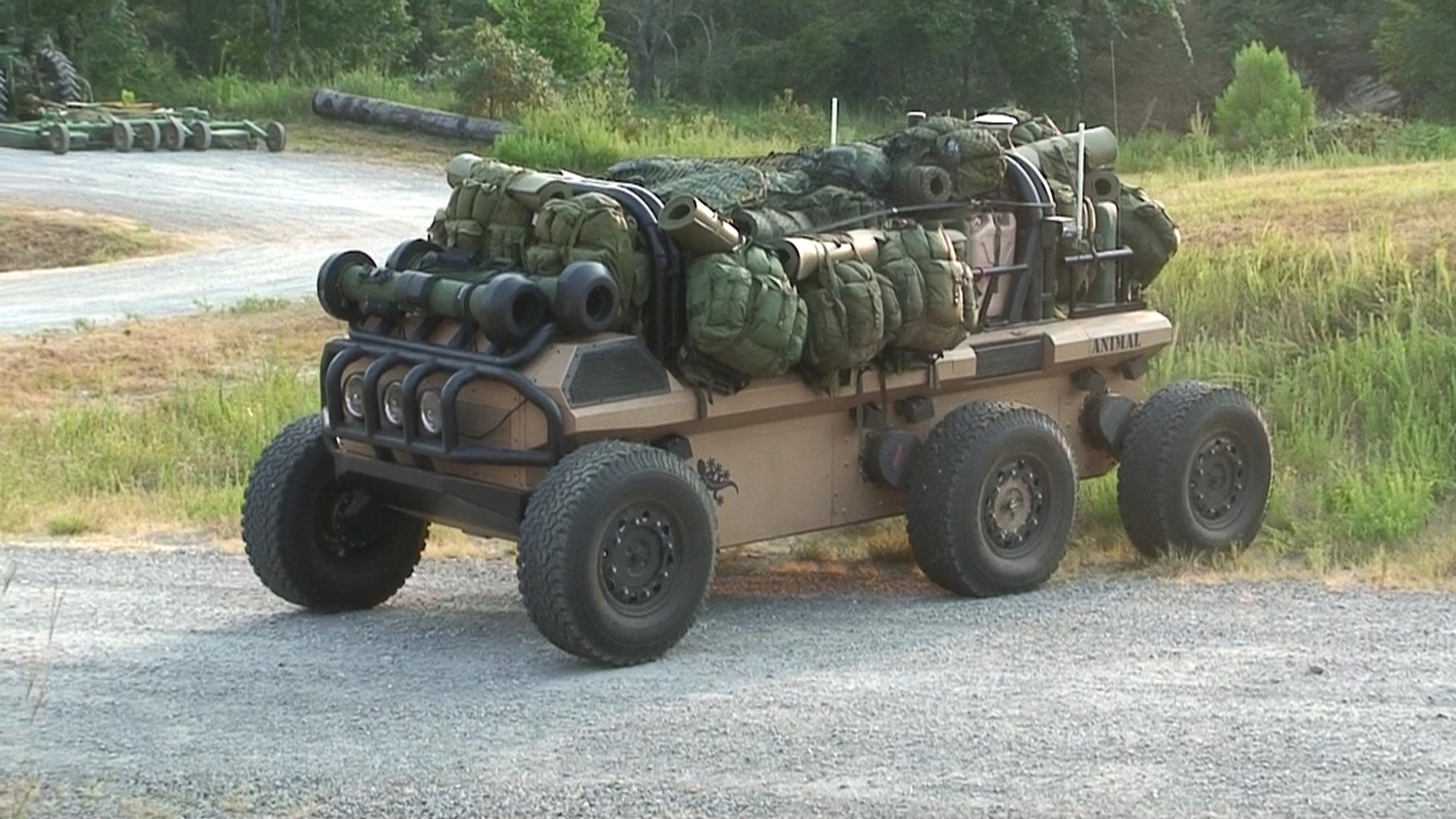
Повноприводний роботизований транспортний засіб MULE-T